# Eldey
Eldey (islandski za Vatreni otok) je mali otok koji se nalazi 16 kilometara od jugozapadnog Islanda, nedaleko od poluotoka Reykjanes. Ovaj otok koji je jugozapadno od Reykjavíka ima površinu od oko tri hektara, a visok je 77 metara. Njegove velike stijene su dom brojnim pticama, uključujući i jednu od najvećih kolonija bluna na svijetu kojih ima oko 16.000 parova. Ova kolonija se prati pomoću dvije kamere koje su locirane na vrhu otoka.
Na otoku je prije živjela velika zajednica velikih njorki koja je u potpunosti izlovljena te istrebljena. Zadnji primjerak ove vrste ubijen je na Eldeyu 3. srpnja 1844. godine.